# Les Têtes brûlées (groupe)
Pour les articles homonymes, voir les Têtes brûlées.
Les Têtes brûlées est un groupe camerounais connu pour son bikutsi dansant et électrique.  

## Histoire
Leur carrière commence dans les années 1980. Après leur premier passage à la télévision camerounaise en 1987, les Têtes Brûlées entrent dans la légende. Leur musique reprend des rythmes ancestraux du bikutsi mais mis au goût du jour dans un style beaucoup plus électrique grâce notamment au guitariste Zanzibar. Avec leurs costumes excentriques, leurs crânes à moitié rasés et la peinture blanche sur leurs corps ils deviennent rapidement le groupe de bikutsi le plus connu au Cameroun et dans le monde. Malgré tout, de nombreux critiques et fans du genre n'acceptent que difficilement leur genre pop et électrique.
Le groupe est formé par Jean-Marie Ahanda rejoint par le guitariste Zanzibar. Zanzibar est connu pour sa manière de faire sonner sa guitare comme un balafon grâce à la fixation d'une mousse en caoutchouc sur le chevalet de sa guitare. La mort de Zanzibar en 1988 menace de mettre fin au groupe. Le groupe se trouve des nouveaux membres ce qui permet d'enregistrer de nouveaux morceaux et de refaire des albums. 
Les Têtes Brûlées est leur premier album, avec uniquement du bikutsi. Les textes sont engagés et ciblent de nombreux problèmes sociaux au Cameroun.
Le groupe fait une tournée à travers l'Afrique, l'Europe, les États-Unis et le Japon. Lors de la tournée française en 1988, la réalisatrice Claire Denis, qui les a remarqué à Yaoundé, décide de partir avec eux en tournée. Elle en tire un film, Man No Run. Le groupe accompagne également l'équipe nationale du Cameroun lors du match de coupe du monde contre l'Italie.
Le fils du trompettiste du groupe n'est autre que Mr Ice, Un des membres du jeune groupe The Et's.

## Discographie
- 1988 : Les Têtes brûlées (Bleu Caraïbes)
- 1990 : Ma Musique a Moi (Bleu Caraïbes)
- 1992 : Bikutsi Rock (Dona Wana)
- 1995 : Be Happy (Dona Wana)
- 2000 : Bikutsi Fever « Best of » (Africa Fete)